# Matjaž Zupan
Matjaž Zupan (n. 27 septembrie 1968, Kranj, Iugoslavia) este un săritor cu schiurile ce a reprezentat Slovenia, medaliat olimpic. A participat la 3 ediții ale Jocurilor Olimpice (1988, 1992, 1994) în care a câștigat o medalie de argint.